# Вильнюсский завод электроизмерительной техники
Вильнюсский завод электроизмерительной техники (ВЗЭТ, «Skaiteks») — бывший завод в г. Вильнюс (Литва) по производству электроизмерительной техники.
Основан в 1949 г.
На этом заводе создано большое количество советских информационных электроизмерительных систем разных моделей; основная их функция заключалась в учёте электроэнергии и управлении потреблением энергии. 

## История
Основание предприятия было связано с концепцией индустриализации Прибалтики, разработанной в рамках Четвёртого плана восстановления и развития народного хозяйства СССР. 
Завод был построен а окраине Старого города столицы, на территории площадью 6,8 га, и начал работу в 1949 году.
- 12 июля 1950 года — впервые в Советском Союзе начато промышленное производство однофазных индукционных счетчиков электрической энергии типа CO.
- 1958 — первая промышленная партия однофазных индукционных счетчиков произведена на экспорт в Бразилию и Индию.
- 1965 — произведено рекордное количество счетчиков в год — 4,1 млн шт.[источник не указан 1969 дней]
- В 1968 — начато промышленное производство счетчиков электрической энергии класса 2.0

В 1970-е годы на заводе было освоено производство проблемно-ориентированных измерительно-вычислительных комплексов ИВК
В 1980-е годы ВЗЭТ выпускал две модификации счетчика СО-И446: 5-17 Ампер и 10-34 Ампера. У счетчика на 5-17 Ампер при снятии показаний списывают четыре цифры, пятая показывает десятые доли киловатт-часа. У счетчика 10-34 Ампера при снятии показаний списывают все пять цифр т.к. пятая цифра показывает целые киловатт-часы.
В 1990-х завод был закрыт. 
В 2010-х на этой территории решено построить комплекс «Paupys», из помещений жилого и коммерческого назначения. 30 октября 2014 г. начались работы по сносу построек бывшего завода.